# 迭戈·科拉莱斯
迭戈·科拉莱斯（Diego Corrales，1977年8月25日—2007年5月7日），美国拳击运动员，WBO轻量级拳王。
科拉莱斯年少时生活充满暴力，后投身拳击界，在泛美运动会上取得铜牌。1996年转为职业拳手，职业生涯40胜5负，其中33次KO对手。
2007年5月7日，他驾驶一辆摩托车在拉斯维加斯其住所附近高速撞上一辆小轿车，当场身亡。